# Asparago bianco

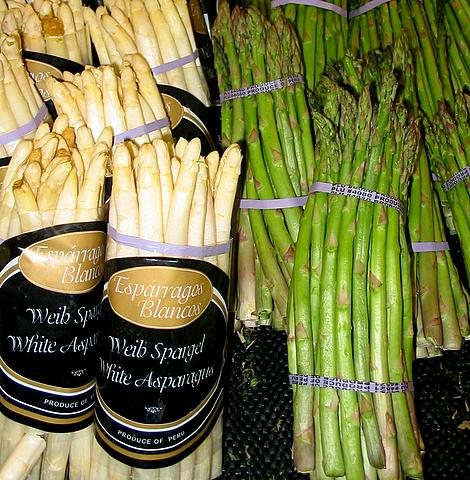
Confronto fra asparagi bianchi e verdi

Gli asparagi bianchi vengono prodotti facendo crescere l'Asparagus officinalis ricoperto di terra.
Il fusto sotterraneo (rizoma) produce delle gemme da cui cresce la parte commestibile del prodotto (i turioni) che, sviluppandosi sottoterra, non reagiscono al processo della fotosintesi clorofilliana e rimangono quindi bianchi. 
Oltre al colore, anche il sapore è differente dalla pianta cresciuta sotto il sole.

## Tipi di asparagi bianchi
- Asparago bianco di Bassano del Grappa
- Asparago bianco di Cimadolmo
- Asparago bianco di Zambana